# Elahbel

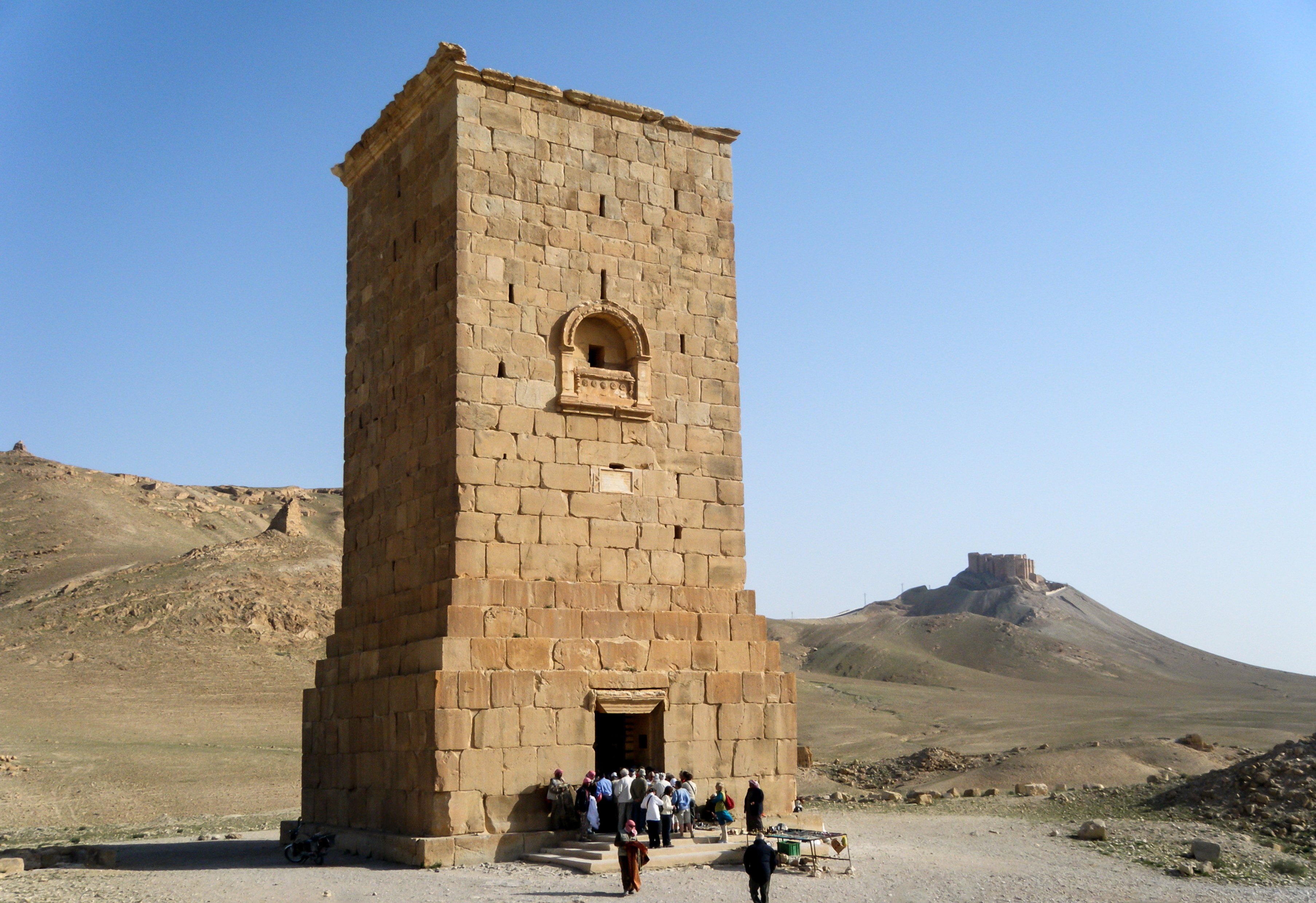
Elahbel v roce 2010

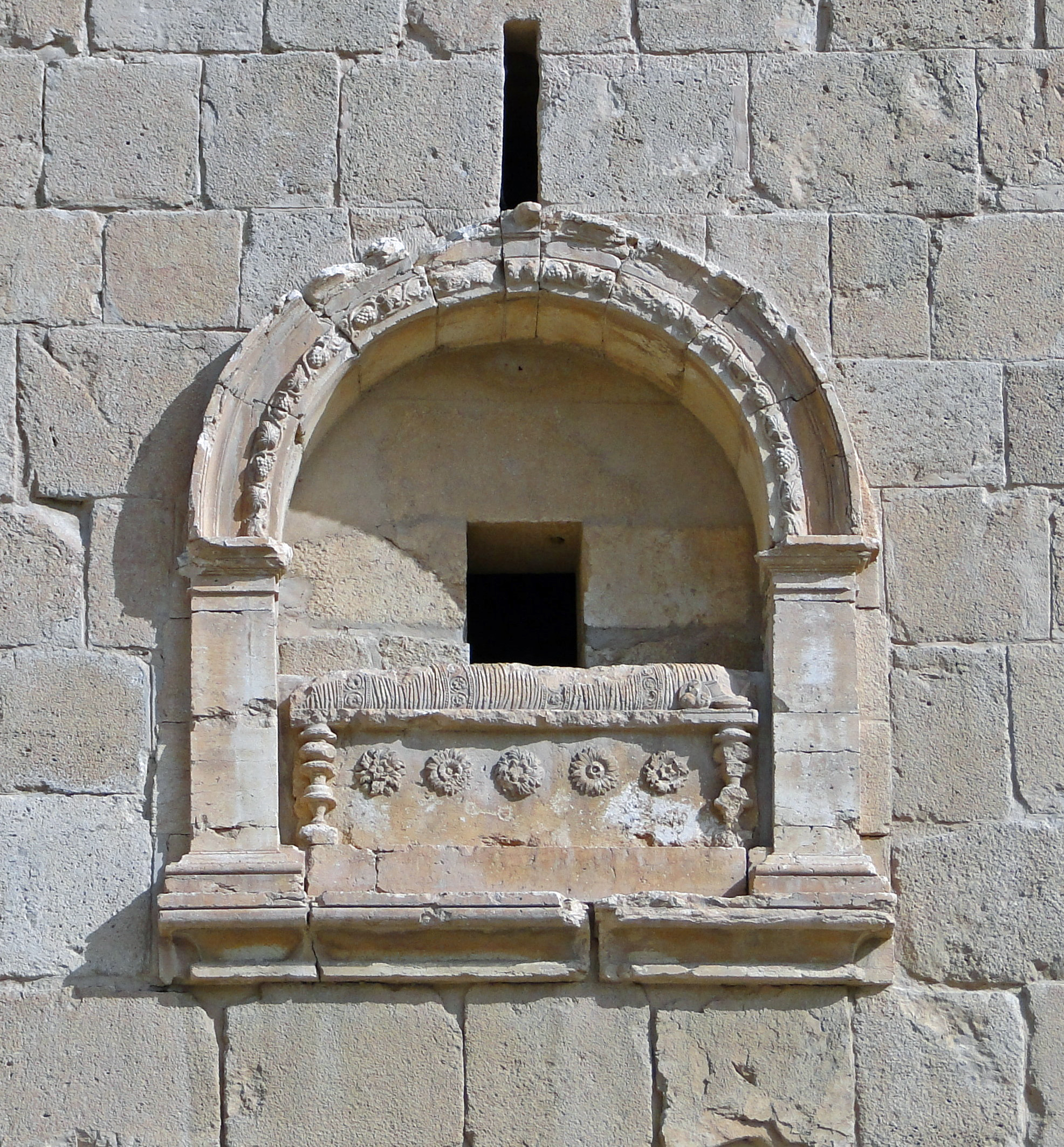
Detail balkonu

Elahbel byla pohřební věž v Sýrii. Nacházela se v tzv. údolí hrobů několik set metrů jihozápadně od hradeb Palmýry. V srpnu 2015 byla Islámským státem odstřelena.
Věž měla čtvercový půdorys, čtyři podlaží a byla vystavěna z velkých pískovcových bloků. Obsahovala kolumbária a sarkofágy bohatých Palmýřanů. Její stavba byla dokončena v roce 103.